# Campeonato Mundial de Tiro en 10 m de 1983
El III Campeonato Mundial de Tiro en 10 m se celebró en Innsbruck (Austria) en el año 1983 bajo la organización de la Federación Internacional de Tiro Deportivo (ISSF) y la Federación Austríaca de Tiro Deportivo.

## Resultados

### Masculino
| Evento                         | Oro                               | Plata                        | Bronce                        |
| ------------------------------ | --------------------------------- | ---------------------------- | ----------------------------- |
| Rifle de aire 10 m             | Philippe Heberle Francia 589 pts. | Yuri Zavolodko URSS 587 pts. | Frank Rettkowski RDA 587 pts. |
| Rifle de aire 10 m (equipos)   | Francia 1749                      | RFA 1744                     | URSS 1741                     |
| Pistola de aire 10 m           | Ragnar Skanåker · Suecia · 586    | Aleksandr Meléntiev URSS 585 | Anatoli Egrishin URSS 583     |
| Pistola de aire 10 m (equipos) | URSS 1747                         | Suecia · 1729                | Francia 1725                  |

### Femenino
| Evento                         | Oro                          | Plata                        | Bronce                        |
| ------------------------------ | ---------------------------- | ---------------------------- | ----------------------------- |
| Rifle de aire 10 m             | Marlies Helbig RDA 395 pts.  | Wu Xiaoxuan China 392 pts.   | Silvia Sperber RFA 392 pts.   |
| Rifle de aire 10 m (equipos)   | RFA 1164                     | Hungría · 1155               | URSS 1154                     |
| Pistola de aire 10 m           | Kerstin Bodin · Suecia · 382 | Julita Macur · Polonia · 379 | Kim Yang-Ja Corea del Sur 378 |
| Pistola de aire 10 m (equipos) | Suecia · 1127                | Austria · 1116               | Estados Unidos 1116           |

## Medallero
| Núm. | País           | Oro | Plata | Bronce | Total |
| ---- | -------------- | --- | ----- | ------ | ----- |
| 1    | Suecia         | 3   | 1     | 0      | 4     |
| 2    | Francia        | 2   | 0     | 1      | 3     |
| 3    | URSS           | 1   | 2     | 3      | 6     |
| 4    | RFA            | 1   | 1     | 1      | 3     |
| 5    | RDA            | 1   | 0     | 1      | 2     |
| 6    | Austria        | 0   | 1     | 0      | 1     |
|      | China          | 0   | 1     | 0      | 1     |
|      | Hungría        | 0   | 1     | 0      | 1     |
|      | Polonia        | 0   | 1     | 0      | 1     |
| 10   | Corea del Sur  | 0   | 0     | 1      | 1     |
|      | Estados Unidos | 0   | 0     | 1      | 1     |
|      | TOTAL          | 8   | 8     | 8      | 24    |